# Milano-Modena 1951
La Milano-Modena 1951, trentottesima edizione della corsa, si svolse il 4 novembre 1951 su un percorso di 181 km. La vittoria fu appannaggio dell'italiano Giorgio Albani, che completò il percorso in 4h18'00", alla media di 39,468 km/h, precedendo i connazionali Giovanni Pinarello e Giuseppe Doni.
Sul traguardo di Modena 30 ciclisti, su 30 partiti da Milano, portarono a termine la competizione.

## Ordine d'arrivo (Top 10)
| Pos. | Corridore                  | Squadra                    | Tempo                      |
| ---- | -------------------------- | -------------------------- | -------------------------- |
| 1    | Giorgio Albani             | Legnano                    | 4h18'00"                   |
| 2    | Giovanni Pinarello         | Bottecchia                 | s.t.                       |
| 3    | Giuseppe Doni              | Stucchi                    | s.t.                       |
| 4    | Luciano Chiti              | Welter                     | s.t.                       |
| 5    | Spirito Godio              | -                          | s.t.                       |
| 6    | Umberto Drei               | Benotto                    | s.t.                       |
| 7    | Renzo Zanazzi              | Arbos                      | s.t.                       |
| 8    | 10 ciclisti a s.t. ex æquo | 10 ciclisti a s.t. ex æquo | 10 ciclisti a s.t. ex æquo |